# 梅博德

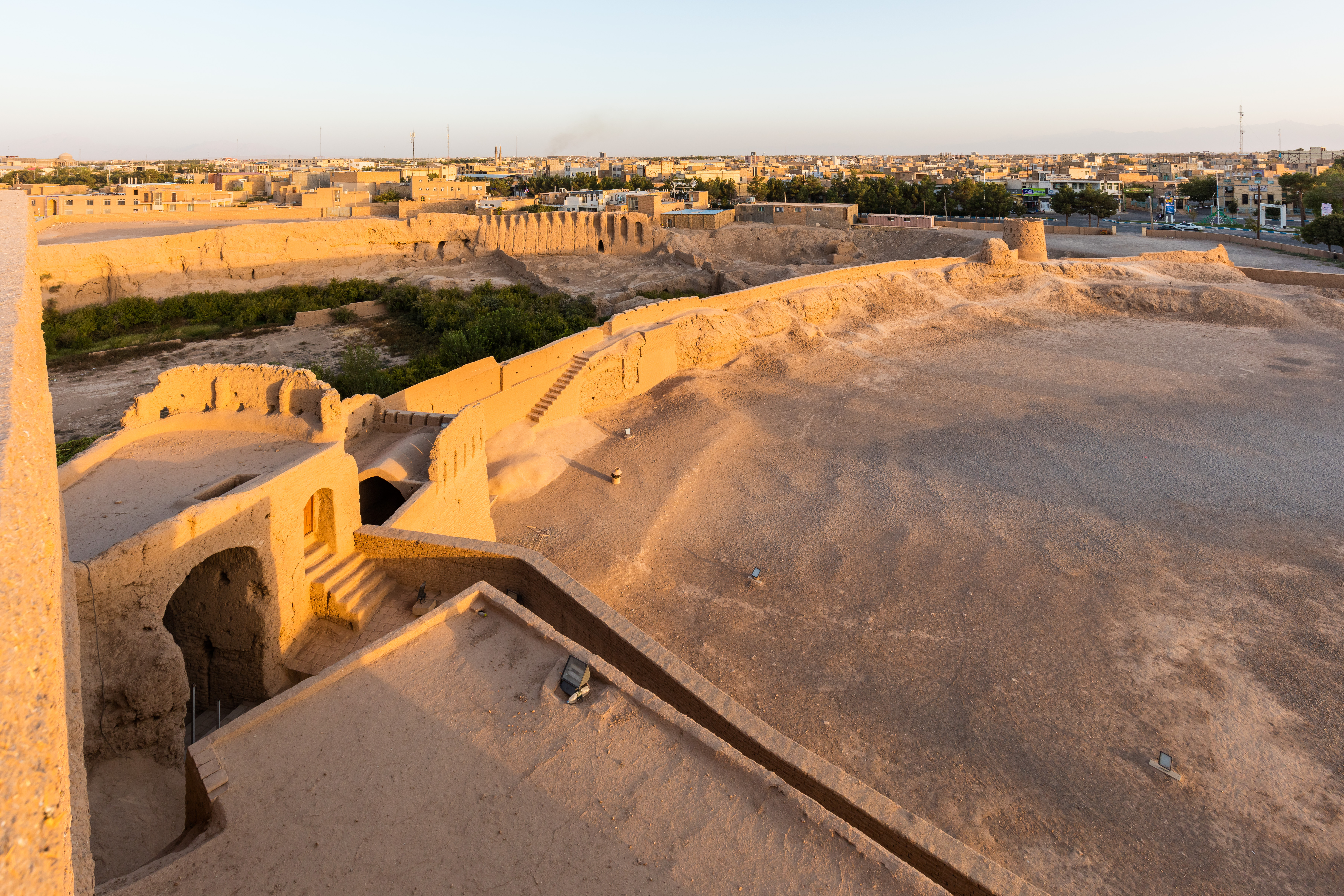
梅博德

梅博德是伊朗的城市，位於該國中部，由亞茲德省負責管轄，始建於數千年前，海拔高度1,109米，當局將市內某些歷史建築物拆卸，2006年人口58,295。

## 外部連結
- Farshid Sāmāni, Meybod, A Museum of the Living (in Persian), Jadid Online, 9 April 2010,  （页面存档备份，存于）.
Audio slideshow:  （页面存档备份，存于） (5 min 12 sec).